# 兀里隕石坑
兀里隕石坑（英語：Woodleigh crater）是澳大利亞西澳州的一個大型隕石撞擊坑。以加斯科因的鯊魚灣以東之伍德利站為中心。由阿瑟·莫里（Arthur J. Mory）領導的西澳大利亞地質調查局和澳大利亞國立大學的四名科學家組成之小組於2000年4月15日出版的《地球與行星科學快報》上宣布了這一發現。

## 概述
兀里隕石坑沒有暴露於地表，因此其大小不確定。最初的發現團隊在2000年表示，它的直徑可能高達120公里（75英里）。但其他人認為它可能要小得多，2003年的一項研究表明兀里隕石坑的直徑接近60公里（37英里）。 2010年的一項最新研究表明，兀里隕石坑的直徑可能在60至160公里（37至99英里）之間或更長，是由寬6至12公里（3.7至7.5英里）的彗星或小行星產生的。